# ゼイビエン・ハワード
- ザビエン・ハワード

ゼイビエン・ハワード（Xavien Howard, 1993年7月4日 - ）は、アメリカ合衆国テキサス州ヒューストン出身のプロアメリカンフットボール選手。NFLのインディアナポリス・コルツに所属している。ポジションはコーナーバック。

## 経歴

### カレッジ
ベイラー大学で3年間プレーし、通算で98タックル、10インターセプトを記録した。2015年シーズン終了後、2016年のNFLドラフトにアーリーエントリーした。
| 個人成績     | 個人成績     | 個人成績     | 個人成績     | 個人成績     | 個人成績     | 個人成績     | 個人成績     |
| ベイラー大学 | ベイラー大学 | ベイラー大学 | ベイラー大学 | ベイラー大学 | ベイラー大学 | ベイラー大学 | ベイラー大学 |
| シーズン     | 試合         | ディフェンス | ディフェンス | ディフェンス | ディフェンス | ディフェンス | ディフェンス |
| シーズン     | 試合         | Tckl         | TfL          | PD           | Int          | FF           |              |
| ------------ | ------------ | ------------ | ------------ | ------------ | ------------ | ------------ | ------------ |
| 2013         | 3            | 5            | 0.0          | 0            | 1            | 1            |              |
| 2014         | 13           | 51           | 4.5          | 13           | 4            | 0            |              |
| 2015         | 12           | 42           | 1.0          | 10           | 5            | 0            |              |
| 通算         | 28           | 98           | 5.5          | 23           | 10           | 1            |              |

### マイアミ・ドルフィンズ
2016年のNFLドラフト2巡目、全体38位でマイアミ・ドルフィンズから指名され、その後4年総額612万ドルのルーキー契約を結んだ。
1年目の2016年シーズンは怪我に苦しみ7試合の出場に留まったが、プレーオフのピッツバーグ・スティーラーズとのワイルドカードラウンドではベン・ロスリスバーガーからサックを記録し、勝利に貢献した。
2017年シーズンは第14週のニューイングランド・ペイトリオッツ戦で2インターセプトを記録し、AFC週間最優秀守備選手賞を受賞した。
2018年シーズンは第13週のバッファロー・ビルズ戦で4タックル、2インターセプトを記録し、AFC週間最優秀守備選手賞を受賞した。2つ目のインターセプトの際に負傷して、シーズンの残り4試合を欠場したが、NFL最多の7インターセプトを記録し、自身初となるプロボウル、オールプロセカンドチームに選出された。
2019年5月9日にドルフィンズと5年総額7650万ドルの契約延長に合意した。
2020年シーズンは2007年のアントニオ・クロマティ以来となる、NFL最多の10インターセプトを記録し、2年ぶりのプロボウル、自身初のオールプロファーストチームに選出された。
2021年シーズン開幕前に年俸が低すぎるとして不満を募らせ、トレードを要求した。ドルフィンズはこれを受けて残りの契約の出来高やボーナスを見直した。第10週のボルチモア・レイブンズ戦ではサミー・ワトキンスからボールをファンブルフォースし、自らリカバーして49ヤードのリターンTDを記録。自身3度目の週間最優秀守備選手賞を受賞した。
2022年シーズン開幕前にドルフィンズと4年総額5000万ドルの契約延長に合意した。シーズン序盤には鼠径部に痛みを抱えながらプレーし、インターセプトが1つに留まるなど成績を落としたが、3年連続となるプロボウルに選出された。
2023年シーズン終盤に足の怪我を負い、シーズン最後の2試合を欠場した。シーズン終了後にドルフィンズからリリースされた。

### インディアナポリス・コルツ
2025年8月18日、コーナーバックに負傷者が続出していたインディアナポリス・コルツと契約を結んだ。